# تپه‌رش‌کلاشی
تپه‌رش‌کلاشی، روستایی از توابع بخش مرکزی شهرستان سرپل ذهاب در استان کرمانشاه ایران است.

## جمعیت
این روستا در دهستان حومه‌سرپل قرار دارد و براساس سرشماری مرکز آمار ایران در سال ۱۳۸۵، جمعیت آن ۷۵۰ نفر (۱۵۷خانوار) بوده‌است.